# スカシカシパン
スカシカシパン（透菓子麺麭、英語: Sand dollar、学名：Astriclypeus mannii）は、スカシカシパン科に属するウニの一種。いわゆるカシパン類で、体に穴が開いていることからこう呼ばれる。以前はタコノマクラ目に含まれていたが、DNA解析が進みカシパン目（Scutellina）に分類されている。

## 概要
この類の特徴として、非常に扁平な殻と、ごく短くて棘とは認識できない程度の棘を持つ。加えて背面の花紋の延長上、縁までの間に細長い穴が1個ずつ開いている。同類のヨツアナカシパンの場合、穴は生殖孔のことで背面上側に体内に向かう穴が開いているが、スカシカシパンの穴は体そのものを貫き、背面と腹面をつなげるものである。スカシカシパンの種類の中には黄色の液を出す種類もある。
全体はほぼ円形で、直径約14cm、高さは1.5cm。下面はほぼ平坦、上面は中央がやや隆起する。直径の半分くらいに歩帯が桜の花の模様のような形を描く。下面では中央の口から溝が穴の方向に刻まれ、穴の手前で二分してその両側に流れる。
浅い海の砂底に半ば埋もれて生息する。餌は砂の中のデトリタスである。天敵は甲殻類や魚類が報告されている。
日本では本州中部から九州に見られる。化石は日本各地の第三紀層から報告される。

## 名称
日本語の名称「カシパン」は、文字通り「菓子パン」に似ていることから、スカシカシパンは、殻に5個の細長い透かし穴をもっていることからこの名が付けられた。
英名の"sand dollar"（サンドダラー）は、その形が大きなコインに似ていることに由来する。スカシカシパンに限らず、タコノマクラ目（Clypeasteroida）の棘皮動物全般を指した呼び名で、"sea cookie"や"snapper biscuit"とも呼ばれる。それほど平らでない形の種は"sea biscuits"と呼ばれる。

## 用途
スカシカシパン、タコノマクラを含むカシパン類、およびブンブクチャガマを含むブンブク類は、ウニ綱に属するウニの仲間だが、ムラサキウニやバフンウニのように食用にはならない。これは、可食部である精巣・卵巣が大きく発達していないこと、硬く大きな外骨格を割るのも容易ではないこと、中身が食欲をそそらない黒緑色や、暗褐色をしている種が多く、種によってはヘドロのような異臭がするものがいることなどがその理由である。カシパン類、ブンブク類は畑の肥料として利用されることがある。